# Guayas
Il Guayas (in spagnolo Río Guayas) è un fiume dell'Ecuador occidentale, dà il nome alla Provincia del Guayas. Il fiume è raffigurato sullo stemma del paese.
Il fiume origina nei pressi della città di Guayaquil, porto principale dell'Ecuador, dalla confluenza dei fiumi Daule e Babahoyo, questi a loro volta raccolgono nel loro percorso le acque di numerosi affluenti. Il bacino del Guayas comprende una superficie di circa 34.000 km² ed è il più grande bacino idrografico sudamericano sul versante pacifico.
Dopo un percorso di circa 90 km il fiume sfocia nel Pacifico, costituendo un ampio delta nel vasto Golfo di Guayaquil.
Il fiume è una delle vie commerciali più rilevanti del paese, le città principali sul suo corso sono Guayaquil e Durán situata sulla parte opposta del fiume, le due città sono collegate dal più lungo ponte del paese Puente de la Unidad Nacional Rafael Mendoza Avilés lungo complessivamente 2.825 m.